# Campionato Primavera 2 2024-2025 (calcio femminile)
Il Campionato Primavera 2 2024-2025 è stata la terza edizione del Campionato Primavera 2 Femminile, organizzata direttamente dalla FIGC e disputata tra il 14 settembre 2024 e il 3 maggio 2025. Il torneo, a cui hanno preso parte 14 delle squadre che hanno acquisito il titolo sportivo a partecipare ai campionati di Serie A 2024-2025 e Serie B 2024-2025, si è concluso con la vittoria del Genoa e del Cesena, al loro primo successo, che hanno anche conquistato la promozione al Campionato Primavera 1 per la stagione 2025-2026.

## Formula
Vi prendono parte 14 delle squadre partecipanti ai campionati di Serie A e Serie B. Esse sono suddivise in due gironi da sette squadre ciascuno, costituiti in base a criteri di vicinanza geografica. Il campionato si articola in due fasi:
- nella prima fase le squadre di ogni girone s'incontrano tra loro in gare d'andata e ritorno (con formato "simmetrico");
- nella seconda ed ultima fase le squadre s'incontrano nuovamente, ma stavolta in gara unica, con accoppiamenti e sedi differenti da quelli della prima fase.

Ogni squadra avrà dunque disputato 18 partite complessivamente, di cui 9 in casa e 9 in trasferta. Al termine del campionato, la prima squadra classificata di ogni girone (dunque per un totale di due squadre) verrà promossa al Campionato Primavera 1 della stagione successiva.

## Gironi

### Girone A

#### Squadre partecipanti
| Club            | Città                      |
| --------------- | -------------------------- |
| Academy Pavia   | Pavia                      |
| Brescia         | Brescia                    |
| ChievoVerona FM | San Zeno di Mozzecane (VR) |
| Freedom         | Cuneo                      |
| Genoa           | Genova                     |
| Lumezzane       | Lumezzane (BS)             |
| Orobica         | Bergamo                    |

#### Classifica finale
|  | Pos. | Squadra            | Pt | G  | V  | N | P  | GF | GS | DR  |
|  | ---- | ------------------ | -- | -- | -- | - | -- | -- | -- | --- |
|  | 1.   | Genoa              | 50 | 18 | 16 | 2 | 0  | 78 | 3  | +75 |
|  | 2.   | Brescia            | 44 | 18 | 14 | 2 | 2  | 45 | 8  | +37 |
|  | 3.   | Lumezzane          | 29 | 18 | 9  | 2 | 7  | 30 | 20 | +10 |
|  | 4.   | ChievoVerona FM    | 24 | 18 | 8  | 0 | 10 | 49 | 37 | +12 |
|  | 5.   | Freedom            | 22 | 18 | 7  | 1 | 10 | 43 | 52 | -9  |
|  | 6.   | Orobica            | 12 | 18 | 3  | 3 | 12 | 20 | 67 | -47 |
|  | 7.   | Academy Pavia (-1) | 1  | 18 | 0  | 2 | 16 | 6  | 84 | -78 |

Legenda:
      Promossa in Campionato Primavera 1 2025-2026.
Note:
Tre punti a vittoria, uno a pareggio, zero a sconfitta.
L'Academy Pavia ha scontato un punto di penalizzazione.

#### Risultati prima fase: andata e ritorno
|                 | Aca  | Bre  | Chi  | Fre  | Gen  | Lum  | Oro  |
| --------------- | ---- | ---- | ---- | ---- | ---- | ---- | ---- |
| Academy Pavia   | –––– | 0-4  | 0-5  | 0-8  | 0-4  | 0-3  | 1-1  |
| Brescia         | 5-0  | –––– | 4-0  | 4-0  | 0-1  | 0-1  | 4-0  |
| ChievoVerona FM | 11-0 | 0-1  | –––– | 5-3  | 0-2  | 0-3  | 0-3  |
| Freedom         | 3-1  | 1-4  | 3-0  | –––– | 0-6  | 2-0  | 5-3  |
| Genoa           | 6-0  | 1-1  | 5-0  | 5-0  | –––– | 1-0  | 6-0  |
| Lumezzane       | 4-1  | 0-1  | 0-2  | 6-0  | 0-1  | –––– | 2-1  |
| Orobica         | 5-1  | 0-2  | 0-8  | 2-2  | 0-5  | 0-1  | ---- |

#### Risultati seconda fase: gara unica
|                 | Aca  | Bre  | Chi  | Fre  | Gen  | Lum  | Oro  |
| --------------- | ---- | ---- | ---- | ---- | ---- | ---- | ---- |
| Academy Pavia   | –––– | 0-1  |      | 0-6  |      | 0-0  |      |
| Brescia         |      | –––– | 2-0  |      | 1-1  |      | 5-1  |
| ChievoVerona FM | 6-2  |      | –––– | 3-2  |      |      | 9-0  |
| Freedom         |      | 1-3  |      | –––– | 0-7  | 1-3  |      |
| Genoa           | 9-0  |      | 3-0  |      | –––– |      | 9-0  |
| Lumezzane       |      | 1-3  | 4-0  |      | 1-6  | –––– |      |
| Orobica         | 3-0  |      |      | 0-6  |      | 1-1  | ---- |

### Girone B

#### Squadre partecipanti
| Club             | Città                            |
| ---------------- | -------------------------------- |
| Bologna          | Bologna                          |
| Cesena           | Savignano sul Rubicone (FC)      |
| Lazio            | Roma                             |
| Res Roma         | Roma                             |
| San Marino       | Città di San Marino (San Marino) |
| Ternana          | Terni                            |
| Vis Mediterranea | Montoro (AV)                     |

#### Classifica finale
|  | Pos. | Squadra               | Pt | G  | V  | N | P  | GF | GS  | DR   |
|  | ---- | --------------------- | -- | -- | -- | - | -- | -- | --- | ---- |
|  | 1.   | Cesena                | 40 | 18 | 12 | 4 | 2  | 62 | 18  | +44  |
|  | 2.   | Lazio                 | 39 | 18 | 12 | 3 | 3  | 74 | 17  | +57  |
|  | 3.   | San Marino            | 33 | 18 | 10 | 3 | 5  | 68 | 27  | +41  |
|  | 4.   | Res Roma              | 28 | 18 | 8  | 4 | 6  | 31 | 22  | +9   |
|  | 5.   | Bologna               | 24 | 18 | 7  | 3 | 8  | 44 | 33  | +11  |
|  | 6.   | Ternana               | 14 | 18 | 3  | 5 | 10 | 43 | 38  | +5   |
|  | 7.   | Vis Mediterranea (-1) | -1 | 18 | 0  | 0 | 18 | 5  | 172 | -167 |

Legenda:
      Promossa in Campionato Primavera 1 2025-2026.
Note:
Tre punti a vittoria, uno a pareggio, zero a sconfitta.
La Vis Mediterranea ha scontato un punto di penalizzazione.

#### Risultati prima fase: andata e ritorno
|                  | Bol  | Ces  | Laz  | Res  | San  | Ter  | Vis  |
| ---------------- | ---- | ---- | ---- | ---- | ---- | ---- | ---- |
| Bologna          | –––– | 1-2  | 1-4  | 1-0  | 0-2  | 0-0  | 6-0  |
| Cesena           | 5-3  | –––– | 1-1  | 2-1  | 1-2  | 0-0  | 9-0  |
| Lazio            | 2-1  | 4-1  | ---- | 0-1  | 2-2  | 2-2  | 14-1 |
| Res Roma         | 0-2  | 0-3  | 0-3  | –––– | 2-1  | 1-0  | 9-1  |
| San Marino       | 4-2  | 1-3  | 0-1  | 3-3  | –––– | 3-2  | 20-0 |
| Ternana          | 0-1  | 1-1  | 1-2  | 1-1  | 2-4  | –––– | 9-0  |
| Vis Mediterranea | 0-9  | 1-12 | 0-12 | 1-5  | 0-9  | 0-12 | ---- |

#### Risultati seconda fase: gara unica
|                  | Bol  | Ces  | Laz  | Res  | San  | Ter  | Vis  |
| ---------------- | ---- | ---- | ---- | ---- | ---- | ---- | ---- |
| Bologna          | –––– | 1-1  |      | 1-1  |      |      | 8-0  |
| Cesena           |      | –––– |      | 2-0  |      | 5-1  | 7-0  |
| Lazio            | 6-1  | 1-3  | –––– | 0-2  |      |      |      |
| Res Roma         |      |      |      | –––– | 1-1  | 1-0  | 3-0  |
| San Marino       | 3-2  | 0-4  | 0-2  |      | –––– |      |      |
| Ternana          | 3-4  |      | 0-8  |      | 0-4  | –––– |      |
| Vis Mediterranea |      |      | 0-10 |      | 0-9  | 1-9  | ---- |